# Beatrice d’Este (1268–1334)
Beatrice d’Este (Ferrara, 1268 k. – Milánó, 1334. szeptember 15.) itáliai nemesasszony, Gallura úrnője első házassága és Milánó úrnője a második házassága révén.

## Élete
1268-ban Ferrarában született II. Obizzo d’Estének, Este, Ferrara, Modena és Reggio Emilia urának, valamint Jacopina Fieschinek leányaként.
Először Pisában Nino Viscontihoz, a szardíniai Gallura bírájához ment férjhez, akitől egy lánya született. Beatrice a „névtelen bíró” felesége, akiről lányával, Giovannával együtt emlékszik meg a Purgatórium VIII. énekében (Isteni színjáték). Valójában Nino megkéri Dantét, hogy menjen, és mondja meg a kislányának, hogy imádkozzon Istenhez, hogy enyhítse a tisztítótűzre hozott ítéletét. Megemlékemlékezik a feleségéről is, aki azt mondta, hogy hamarosan levetette özvegyi „fehér fátylát”, és újra férjhez ment egy másik Viscontihoz (a milánói ágból)); a kötéseket, amelyeket jobban megbánna, mert új férje miatt száműzetést kell szenvednie, és ha meghal, sírját nem a sokkal nemesebb gallurai kakas, hanem a „milánói vipera”, az erőszak és a csalás jelképe díszíti:

„
 73    mert elvetette a gyász fehér fátylát 

            (hejh, szegény újra fölvenné szivessen!)
76    Kik példáját nézik, könnyen belátják 

            hogy mílyen múló az asszony szerelme, 

            ha szem s tapintás föl nem szítja vágyát.
79    Pedig nem lesz oly díszesen temetve 

            a Milanót vezérlő viperával, 

            mint Gallura kakassával lehetne.”

– Dante Alighieri, Purgatórium VIII, 73–81. sor Babits Mihály műfordítása

Férje 1296-ban bekövetkezett halála után Alberto Scotti, Piacenza ura fiának ígérték, de 1300. június 24-én a nagyobb haszon érdekében feleségül ment Modenában, I. Galeazzo Viscontihoz (1277–1328), Matteo Viscontinak, Milánó urának fiához, aki körülbelül tíz évvel fiatalabb volt nála.
1302-től 1311-ig száműzetésben élt férjével, apósával és az egész milánói Visconti-dinasztiával. Visszatérve a városba, 1313-ban VII. Henrik német-római császár fiát, Galeazzót Piacenza császári helytartójává nevezte ki, aki hamarosan az emiliai város urává vált.
1322 júniusában a hetvenéves és megfáradt I. Matteót Galeazzo váltotta fel Milánó élén, miközben ő visszavonult. Galeazzo feleségére, Beatricére és fiára, Azzonéra hagyta Piacenza kormányzását. Októberben azonban Azzonénak és édesanyjának el kellett menekülnie a lázadó városból, és Cremonában kellett menedéket keresnie. I. Matteo meghalt, és 1322. június 24-én a népgyűlés Galeazzót Milánó urává nyilvánította.
1327-ben IV. Lajos császár leváltotta Galeazzót, akit kiutasítottak Milánóból, és fiával, Azzonéval együtt bebörtönözték Monza várába. A család Luccában talált menedéket Castruccio Castracaninál. 1328. augusztus 6-án Beatrice ismét özvegy lett, míg fiát, Azzonét 1329. január 15-én kiáltották Milánó urává.
Beatrice 1334. szeptember 15-én halt meg Milánóban, és a város San Francesco Grande templomában temették el. Úgy tűnik, sírjára a gallurai kakast és a milánói kígyót is kifaragtatta, hogy tagadja Dante amúgy is népszerű dalát, aki a két emblémát egymás mellé állította. A templomot 1806-ban lebontották.

## Leszármazása
A Nino Viscontival kötött házasságból egy lánya született:
- Giovanna Visconti di Gallura (1291–1339), Gallura címzetes bírája 1296-tól, de pusztán elméleti címmel, tulajdonképpen sohasem került birtokába földjeinek, ezek a Pisai Köztársaság kezében voltak. Később eladta a címet féltestvérének, Azzonénak, aki aztán átment az Aragónokhoz. Házastársa II. Rizzardo da Camino lett.

A Galeazzo I Viscontival kötött házasságból két gyermek született:
- Azzone Visconti (1302–1339), Milánó ura 1329–1339 között
- Ricciarda Visconti (1304–1361), 1329-ben II. Tomasso 1304–1357), Saluzzo márkija vette feleségül.

## Fordítás
- Ez a szócikk részben vagy egészben  a   Beatrice d'Este (1268-1334) című olasz Wikipédia-szócikk ezen változatának fordításán alapul.  Az eredeti cikk szerkesztőit annak laptörténete sorolja fel. Ez a jelzés csupán a megfogalmazás eredetét és a szerzői jogokat jelzi, nem szolgál a cikkben szereplő információk forrásmegjelöléseként.